# هاینکل هائی ۹
هاینکل اچ‌ایی ۹ (به انگلیسی: Heinkel HE 9) یک هواپیمای تک‌باله تک‌موتوره آب‌نشین شناسایی بود که توسط شرکت آلمانی هاینکل در اواخر دهه ۱۹۲۰ میلادی با ساختار زیر بال (low wing) طراحی شد.
هاینکل اچ‌ایی ۹ در سال ۱۹۲۹ موفق به ثبت چندین رکورد در بخش هواگردهای دریایی از جمله حداکثر سرعت در فاصله یک کیلومتر با ۱۰۰۰ کیلوگرم (۲۳۱ کیلومتر بر ساعت) و حداکثر سرعت در فاصله ۱۰۰۰ کیلومتر با ۱۰۰۰ کیلوگرم بار شد.

## مشخصات فنی

### مشخصات عمومی
- خدمه: ۳ نفر
- طول: ۱۱٫۶ متر
- طول بال: ۱۶٫۸ متر
- ارتفاع: ۴٫۵۶ متر
- مساحت بال: ۴۷٫۵ متر مربع
- وزن خالی: ۲۳۸۰ کیلوگرم
- حداکثر وزن هنگام برخاستن: ۳۰۰۰ کیلوگرم
- نیرومحرکه: یک موتور پیستونی وی‌شکل ۱۲ سیلندر ب‌ام‌و ۶ خنک شونده با مایعات: هر کدام ۷۵۰ اسب بخار
- پیش‌ران: ملخ ۲ تیغه فلزی با زاویه ثابت

### عملکرد
- حداکثر سرعت: ۲۵۰ کیلومتر بر ساعت
- برد: ۸۵۰ کیلومتر
- حداکثر ارتفاع: ۵۹۰۰ متر
- سرعت صعود: ۲٫۸ متر بر ثانیه، ۱۰۰۰ متر در ۲ دقیقه و ۵۰ ثانیه، ۵۰۰۰ متر در ۲۵ دقیقه